# Municipio de Alma (Kansas)
El municipio de Alma (en inglés: Alma Township) es un municipio ubicado en el condado de Wabaunsee en el estado estadounidense de Kansas. En el año 2010 tenía una población de 1191 habitantes y una densidad poblacional de 11,48 personas por km².

## Geografía
El municipio de Alma se encuentra ubicado en las coordenadas 39°1′14″N 96°18′47″O / 39.02056, -96.31306. Según la Oficina del Censo de los Estados Unidos, el municipio tiene una superficie total de 103.74 km², de la cual 103,18 km² corresponden a tierra firme y (0,54 %) 0,56 km² es agua.

## Demografía
Según el censo de 2010, había 1191 personas residiendo en el municipio de Alma. La densidad de población era de 11,48 hab./km². De los 1191 habitantes, el municipio de Alma estaba compuesto por el 96,05 % blancos, el 0,08 % eran afroamericanos, el 0,76 % eran amerindios, el 0,25 % eran de otras razas y el 2,85 % eran de una mezcla de razas. Del total de la población el 4,2 % eran hispanos o latinos de cualquier raza.